# Ernest Fox Nichols
Ernest Fox Nichols (Condado de Leavenworth, 1 de junho de 1869 – 29 de abril de 1924) foi um educador e físico estadunidense.
Obteve um doutorado em 1897 pela Cornell University, com a tese Radiometric Researches in the Remote Infra-Red Spectrum, orientado por Edward Leamington Nichols.
Foi laureado com o Prêmio Rumford da Academia de Artes e Ciências dos Estados Unidos, por mostrar que a luz exerce pressão.

## Publicações selecionadas
- E. F. Nichols, G. F. Hull (1903). Über Strahlungsdruck. Annalen der Physik (em alemão). 12. [S.l.: s.n.] p. 225-263